# Thereva duplicis
Thereva duplicis är en tvåvingeart som beskrevs av Daniel William Coquillett 1893. Thereva duplicis ingår i släktet Thereva och familjen stilettflugor. Inga underarter finns listade i Catalogue of Life.